# Reşat Nuri Güntekin
Reşat Nuri Güntekin (pronúncia turca: [ɾeˈʃat nuːˈɾi ɟynteˈcin]) (25 de novembro de 1889 - 7 de dezembro de 1956) foi um romancista, escritor e dramaturgo turco. Seu romance mais conhecido, Çalıkuşu (A carriça, ou "A autobiografia de uma menina turca", 1922) é sobre o destino de uma jovem professora turca na Anatólia. Este trabalho foi traduzido para o persa por Seyyed Borhan Ghandili. Seus outros romances importantes incluem Dudaktan Kalbe ("dos lábios ao coração") e Yaprak Dökümü ("A queda das folhas"). Muitos de seus romances foram adaptados ao cinema e à televisão. Por ter visitado a Anatólia com seu dever de inspetor, ele conhecia muito bem o povo de lá. Em seus trabalhos, ele lidou com problemas sociais e da vida na Anatólia, refletindo as pessoas na relação humano-ambiente.

## Biografia
Seu pai era médico, Doktor Nuri Bey. Reşat Nuri frequentou a escola primária em Çanakkale, a Escola Secundária de Çanakkale e a Escola de Esmirna de Freres. Ele se formou na Universidade de Istambul, Faculdade de Literatura em 1912. Trabalhou como professor e administrador em escolas de ensino médio em Bursa e Istambul, ensinou literatura, francês e filosofia; depois, trabalhou como inspetor no Ministério da Educação Nacional (1931). Ele serviu como deputado de Çanakkale entre 1933 e 1943 no Parlamento turco, inspetor-chefe do Ministério da Educação Nacional (1947) e adido cultural a Paris (1950), quando ele também era o representante turco na UNESCO.
Após sua aposentadoria, serviu no conselho literário dos teatros municipais de Istambul. Ele morreu em Londres, onde fora tratado de câncer de pulmão. Ele está enterrado no cemitério Karacaahmet, em Istambul.

## Trabalhos

### Histórias
- Recm, Gençlik ve Güzellik (1919)
- Roçild Bey (1919)
- Eski Ahbab (Without known time)
- Tanrı Misafiri (1927)
- Sönmüş Yıldızlar (1928)
- Leylâ ile Mecnun (1928)
- Olağan İşler (1930)

### Romances
- Çalıkuşu (1922) (A carriça, ou "A autobiografia de uma menina turca")
- Gizli El (1924)
- Damga (1924)
- Dudaktan Kalbe (1923) (Do lábio ao coração)
- Akşam Güneşi (1926) (Sol da tarde)
- Bir Kadın Düşmanı (1927)
- Yeşil Gece (1928) (A noite verde)
- Acımak (1928) (Piedade)
- Eski Hastalık (1938)
- Yaprak Dökümü (1939)
- Değirmen (1944) (The Mill)
- Kızılcık Dalları (1944)
- Miskinler Tekkesi (1946)
- Harabelerin Çiçeği (1953)
- Kavak Yelleri (1961)
- Son Sığınak (1961) (O Último Abrigo)
- Kan Davası (1962)
- Ateş Gecesi (1953) (A noite do fogo)

### Teatros
- Hançer (1920)
- Eski Rüya (1922) (O antigo sonho)
- Ümidin Güneşi (1924) (Sol da Esperança)
- Gazeteci Düşmanı, Şemsiye Hırsızı (O ladrão de guarda-chuva), İhtiyar Serseri (1925, três trabalhos)
- Taş Parçası (1926)
- Bir Köy Hocası (1928)
- İstiklâl (1933) (Independência)
- Hülleci (1933)
- Yaprak Dökümü (1971)
- Eski Şarkı(1971) (O antigo som)
- Balıkesir Muhasebecisi (1971) (O contador de Balıkesir)
- Tanrıdağı Ziyafeti (1971)